# Catching Rays on Giant
Catching Rays on Giant ist das sechste Studioalbum der deutschen Synthie-Pop-Band Alphaville und wurde am 19. November 2010 in Europa veröffentlicht.

## Titelliste
| Nr.          | Titel                                        | Länge |
| ------------ | -------------------------------------------- | ----- |
| 1.           | Song for No One                              | 3:32  |
| 2.           | I Die for You Today                          | 3:47  |
| 3.           | End of the World                             | 3:59  |
| 4.           | The Things I Didn't Do                       | 4:40  |
| 5.           | Heaven on Earth (The Things We've Got to Do) | 4:45  |
| 6.           | The Deep                                     | 4:23  |
| 7.           | Call Me                                      | 3:47  |
| 8.           | Gravitation Breakdown                        | 4:15  |
| 9.           | Carry Your Flag                              | 4:53  |
| 10.          | Call Me Down                                 | 4:31  |
| 11.          | Phantoms                                     | 3:39  |
| 12.          | Miracle Healing                              | 5:04  |
| Gesamtlänge: | Gesamtlänge:                                 | 51:15 |

| Nr. | Titel                                       | Länge |
| --- | ------------------------------------------- | ----- |
| 13. | I Die for You Today (Original Demo Version) | 3:34  |
| 14. | Call Me (Original Demo Version)             | 3:29  |
| 15. | Fallen Angel (Orchestral Demo Version)      | 3:35  |
| 16. | Forever Young (Factory Mix)                 | 4:20  |

## Singleauskopplungen
| Jahr | Titel               | Höchstplatzierung, Gesamtwochen, AuszeichnungChartplatzierungen (Jahr, Titel, , Platzierungen, Wochen, Auszeichnungen, Anmerkungen) | Höchstplatzierung, Gesamtwochen, AuszeichnungChartplatzierungen (Jahr, Titel, , Platzierungen, Wochen, Auszeichnungen, Anmerkungen) | Höchstplatzierung, Gesamtwochen, AuszeichnungChartplatzierungen (Jahr, Titel, , Platzierungen, Wochen, Auszeichnungen, Anmerkungen) | Anmerkungen                            |
| Jahr | Titel               | DE | AT | CH | Anmerkungen                            |
| ---- | ------------------- | --- | --- | --- | -------------------------------------- |
| 2010 | I Die for You Today | DE15 (14 Wo.)DE | AT64 (1 Wo.)AT | — | Erstveröffentlichung: 22. Oktober 2010 |
| 2011 | Song for No One     | DE50 (3 Wo.)DE | — | — | Erstveröffentlichung: 4. März 2011     |

## Rezeption

### Rezensionen
Alexey Eremenko schrieb bei AllMusic, das Album „sets the time at defiance, playing as if the last two decades never existed, but the band’s return to its prime form is so flawless the record sounds almost timeless.“ („...trotze der Zeit, klingend als hätten die letzten beiden Jahrzehnte niemals existiert, doch die Rückkehr der Band zu ihrer einstigen Form ist so lupenrein, dass die Platte beinahe zeitlos klingt.“) Von den europäischen Pop-Helden hätten nur A-ha solche Langlebigkeit gezeigt, aber Catching Rays on Giant füge der Liste eine weitere Gruppe hinzu. Die Bewertung lag bei vier von fünf Sternen.

### Charts und Chartplatzierungen
Catching Rays on Giant platzierte sich erstmals am 3. Dezember 2010 in den deutschen Albumcharts und belegte dabei Rang neun, was zugleich die beste Chartnotierung darstellte. Das Album hielt sich zu jener Zeit acht Wochen in den Charts, eine davon in den Top 10. Nach dem Start einer Deutschland-Tour platzierte sich das Album nochmals in der Chartwoche vom 18. März 2011 in den Charts und blieb dort für vier Wochen. Insgesamt platzierte sich Catching Rays on Giant zwölf Wochen in den Top 100. Es ist nach Forever Young (1984) das zweite Top-10-Album in Deutschland sowie das sechste Chartalbum. In Österreich avancierte Catching Rays on Giant nach Forever Young zum zweiten Chartalbum. Es platzierte sich am 3. Dezember 2010 eine Woche in den Charts und erreichte dabei Rang 64. In der Schweiz platzierte sich das Album zwei Wochen in den Charts und erreichte mit Rang 59 seine beste Platzierung am 5. Dezember 2010. Hier ist es nach Forever Young und Afternoons in Utopia (1986) das dritte Chart-Album der Band.
| ChartsChartplatzierungen | Höchstplatzierung | Wochen |
| ------------------------ | ----------------- | ------ |
| Deutschland (GfK)        | 9 (12 Wo.)        | 12     |
| Österreich (Ö3)          | 64 (1 Wo.)        | 1      |
| Schweiz (IFPI)           | 59 (2 Wo.)        | 2      |